# Badby
Badby est un village et une paroisse civile du Northamptonshire, en Angleterre. Administrativement, il dépend de l'autorité unitaire du West Northamptonshire.
Sa population est de 632 habitants en 2011.